# A Escalada do Monte Improvável
A Escalada do Monte Improvável é um livro do biólogo Richard Dawkins, lançado em 1996.
Este livro discorre sobre probabilidade e como esta se aplica à teoria da evolução, além de demonstrar como pode a natureza produzir organismos tão complexos a partir da seleção natural. O livro é ilustrado pela esposa de Dawkins, Lalla Ward. O assunto tem aplicação tão abrangente que pode ser encontrado em bibliotecas de cursos de biologia, matemática, ciências sociais e outros.

O livro foi elogiado em relação ao uso de analogias simples a explicar os fundamentos da evolução, embora tenha sido criticado pelo foco excessivo numa visão da evolução centrada nos genes ultra-redutora, e por ser em grande parte repetição dos argumentos já apresentados em suas obra anteriores. Stephen Jay Gould elogiou Dawkins e este livro pela sua "luta em comum" de elucidar o público em geral sobre a Evolução, e considerou Dawkins como um dos melhores a conseguir explicar o "paradoxo de como um processo sem intencionalidade, [...] pode gerar organismos com tamanho desenho intrincado e adaptativo". No entanto, criticou-o pela metáfora usada como enredo central do livro, e pela inconsistência lógica.